# Sort currawong
Sort currawong (latin: Strepera fuliginosa) er en spurvefugl, der lever på Tasmanien.